# Artpop
Artpop (stilizat ARTPOP) este al treilea album de studio al cântăreței americane Lady Gaga, lansat la data de 6 noiembrie 2013 de Streamline și Interscope Records. Gaga a început plănuirea proiectului în anul 2011, la puțin timp după lansarea celui de al doilea album studio, Born This Way. Lucrul a continuat până în 2013 în timp ce Gaga călătorea pentru turneul Born This Way Ball și își revenea din operația pentru o rană pe care a căpătat-o în timpul turneului.
Gaga a descris ARTPOP ca fiind ”o sărbătoare și o călătorie muzicală poetică”. A afișat o intenționată ”lipsă de maturitate și responsabilitate” în comparație cu întunecata natură din Born This Way. Gaga a colaborat cu parteneri foarte vechi precum Paul ”DJ White Shadow”, Blair și RedOne, dar și cu noi parteneri ca Zedd și Madeon. Tema versurilor gravitează în jurul opiniilor ei personale despre faimă, iubire, sex, feminism, îmbunătățirea sinelui, depășirea dependențelor și reacții la media; referințele includ mitologia Greacă și Romană, jazz clasic și muzică electronică Sun Ra. ARTPOP are, de asemena, colaborări cu T.I., Too Short, Twista și R. Kelly.
Lansarea lui ARTPOP a fost anunțată de o petrece de lansare de două zile numită ”ArtRave”. Albumul a primit recenzii mixte de la critici, dar din punct de vedere comercial a fost un succes, debutând pe primul loc în Statele Unite în Billboard 200, în prima săptămână fiind vândute 258,000 de copii, devenind al doilea album consecutiv al lui Gaga care să ajungă pe locul 1 în Statele Unite, vânzând 758,000 de copii. De asemenea, acesta a dominat topurile naționale în 5 țări adiționale, clasându-se în top 10. ARTPOP a fost al nouălea cel mai bun album al anului 2013, cu 2,3 milioane de copii vândute în întreaga lume. A fost inclus în mai multe liste de sfârșit de an de către critici de muzică și publicații.
”Applause” a fost lansat ca primul single de pe ARTPOP pe 12 august 2013, iar din punct de vedere critic și comercial a fost un succes, ajungând în top 10 în peste 20 de țări din întreaga lume, ajungând chiar pe locul 4 în topul Billboard Hot 100 al Statelor Unite. Cel de al doilea single, ”Do What U Want”, a fost lansat pe 21 octombrie 2013, ajungând pe locul 13 în Statele Unite. Acestea au fost urmate de alte două single-uri promoționale : ”Venus” și ”Dope”, cu puțin înainte de lansarea albumului. ”G.U.Y” a fost al treilea single lansat de pe album. Gaga a promovat albumul prin mai multe apariții TV și spectacole. Totodată a demarat și turneul artRAVE : The ARTPOP Ball cu scopul de a sprijini albumul.

## Context și dezvoltare
Dezvoltarea lui ARTPOP a început cu puțin timp după lansarea lui Born This Way (2011), iar în următorul an conceptul albumului a început ”să înflorească”, Gaga colaborând cu producătorii Fernando Garibay și DJ White Shadow. Procesele inițiale de înregistrare au coincis cu Born This Way Ball, aproape 50 de melodii fiind schițate și luate în considerare pentru includere. Din mai 2012, proiectul a început să capete forme definitive, împreună cu co-managerul Vincent Herbert promițând ”demențial, excelente înregistrări” în cadrul ambarcațiunilor lui. Gaga însăși a admis faptul că își dorește ca publicul ei să aibă ”un moment distractiv” cu ARTPOP, inginerind albumul pentru a oglindi ”o noapte la club”. ”Când îl asculți, chiar ”curge” frumos. Este foarte distractiv să arunci o privire înăuntru cu prietenii. Chiar l-am scris pentru mine și prietenii mei să aruncăm o privire înăuntru de la început până la sfârșit”, a spus ea într-un interviu pentru MTV în 2013. Între timp, cântăreața a început să își prezinte piesele casei de discuri și a sperat să dezvăluie titlul albumului din septembrie, o revelație care în schimb a fost anunțată cu o lună înainte. Artista a susținut mai apoi că ARTPOP este primul ei efort ”real”, ”răsărind ca un Phoenix din cenușă”, reflectând încrederea sporită în materialul scris în comparație cu eforturile anterioare. 
Gaga l-a recrutat pe Jeff Koons pentru proiect în anul 2013, cei doi cunoscându-se prima dată cu 3 ani înainte, la un eveniment de modă de Metropolitan Museum of Art unde Gaga a susținut un spectacol live. Potrivit lui Koons, Gaga ”doar a prins o legătură cu mine și mi-a dat o îmbrățișare mare în jurul taliei mele”, răspunzând ”Știi, Jeff, am fost așa o fană de a ta, iar când eram mică stăteam în Parcul Central și le vorbeam prietenilor mei despre munca ta”. În urma intervenției chirurgicale la bazin din februarie 2013, cântăreața a fost forțată de o pauză de 6 luni, în timpul acesta studiind literatură și muzică cu Haus Of Gaga, în plus față de distribuirea unor ”cadouri creative”. Această etapă i-a permis revizuirea și sporirea direcției ei creative, recunoscând că este un meticulos ”proces de contemplare”. ”Trebuie să privesc mult în munca mea pentru a face ceva bun”, adăugând că în analizarea ideilor ei, a primit ”acel sentiment minunat” care i-a spus ”asta e!”.
În plus, față de Interscope notificând mass-media cu privire la lansările pentru ARTPOP în iulie 2013, Gaga a anunțat planuri pentru o aplicație multimedia care ”combină muzica, arta, moda și tehnologia cu o nouă comunitate interactivă la nivel mondial”. Relative Wave, arhitecții din spatele aplicației multimedia al lui Björk pentru Biophilia (2011), au petrecut aproape un an pentru dezvoltarea aplicației ARTPOP. Unii au respins proiectul, catalogându-l drept un truc pentru a umfla vânzările albumului, sub ipoteza Billboard că descărcarea unei piese s-ar considera ca unitate completă. În octombrie 2013, un fan a întrebat-o pe Gaga de ce cântecul ”Brooklyn Nights” nu este pe album. Ea a răspuns : ”Vreau să petrec mai mult timp cu el. Va veni prin aplicație, cândva.”

## Concept și dezvoltare

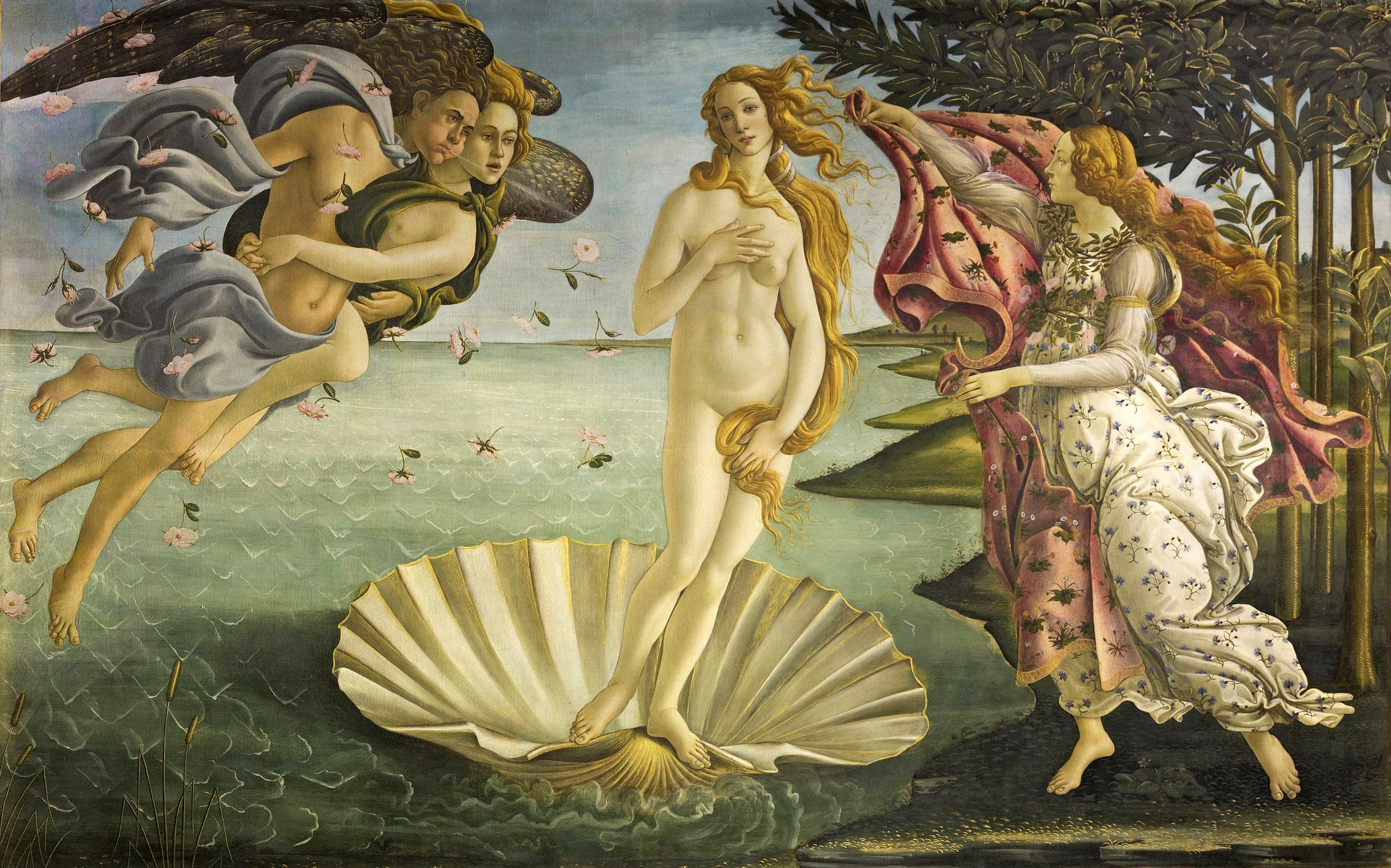
Pictura lui Sandro Botticelli, Nașterea lui Venus, poate fi observată în fundalul cover-ului a inspirat viziunea lui Gaga în crearea ARTPOP

Gaga a descris ARTPOP ca fiind ”o sărbătoare și o călătorie muzicală poetică”. A afișat o intenționată ”lipsă de maturitate și responsabilitate” în comparație cu întunecata natură din Born This Way. Ea a spus într-un interviu al revistei americane V în august 2013 că a suferit ”o experiență cosmică alături de cuvinte” pe măsură ce examina potențialele nume pentru proiect. ”Popart” a fost inițial favorizat ca prim candidat, dar Gaga a pus la îndoială ”implicarea culturală a cuvintelor”, iar în evoluția titlului, a găsit curând ”un inel frumos” pentru ”Art pop”.

Cu ARTPOP, Gaga încearcă să injecteze vulnerabilitatea în munca ei : Pierrot și pictura lui Sandro Botticelli, Nașterea lui Venus, ambele au fost citate ca muze ale viziunii creative ale lui Gaga. Cântăreața a recunoscut faptul că a devenit din ce în ce mai conștientă de sine în vârfului erei Born This Way, și când a fost întrebată despre decizia ei de a-și îmbunătăți imaginea, ea a răspuns:
Pentru ARTPOP, eu, în cea mai metaforică explicație, am stat în fața unei oglinzi și mi-am scos peruca, mi-am dat jos tot machiajul, am dezarhivat ținuta și mi-am pus un capac negru pe cap, mi-am acoperit corpul cu un catsuit negru, m-am uitat în oglindă și am spus ”Ok, acum ai nevoie să le arăți cât de genială poți să fii fără asta.” Despre asta este vorba în ARTPOP. Pentru că știam că vreau să cresc, dacă cu adevărat voiam să înnoiesc din interior, trebuia să fac ceva ce era absolut imposibil pentru mine.
Temele primare ale albumului gravitează în jurul faimei, în jurul sexuluiși împuternicirii în timp ce pe scurt explorează rolurile genurilor și marijuana.

## Muzica și versurile
ARTPOP a fost descris ca o ”canalizare coerentă între R&B, techno, disco și muzică rock” de Billboard. Peisajul său electronic a fost inițial adaptat pentru Born This Way, înainte ca Gaga și Garibay să opteze pentru un sunet cu influență de rock. Sal Cinquemani de la Slant Magazine a susținut că artista ”continuă să fie o studentă” a Madonnei oglindind către ”Confessions on a Dance Floor” și ”Holiday” cu cântece precum ”Applause” sau ”Fashion!”, de asemena auzind ARTPOP ca o parodie a eforturile anterioare ale lui Gaga. Adam Markovitz de la Entertainment Weekly a fost de acord, scriind că ”majoritatea cântecelor de aici chiar s-ar potrivi” cu The Fame și Born This Way.

## Lansarea și artwork-ul

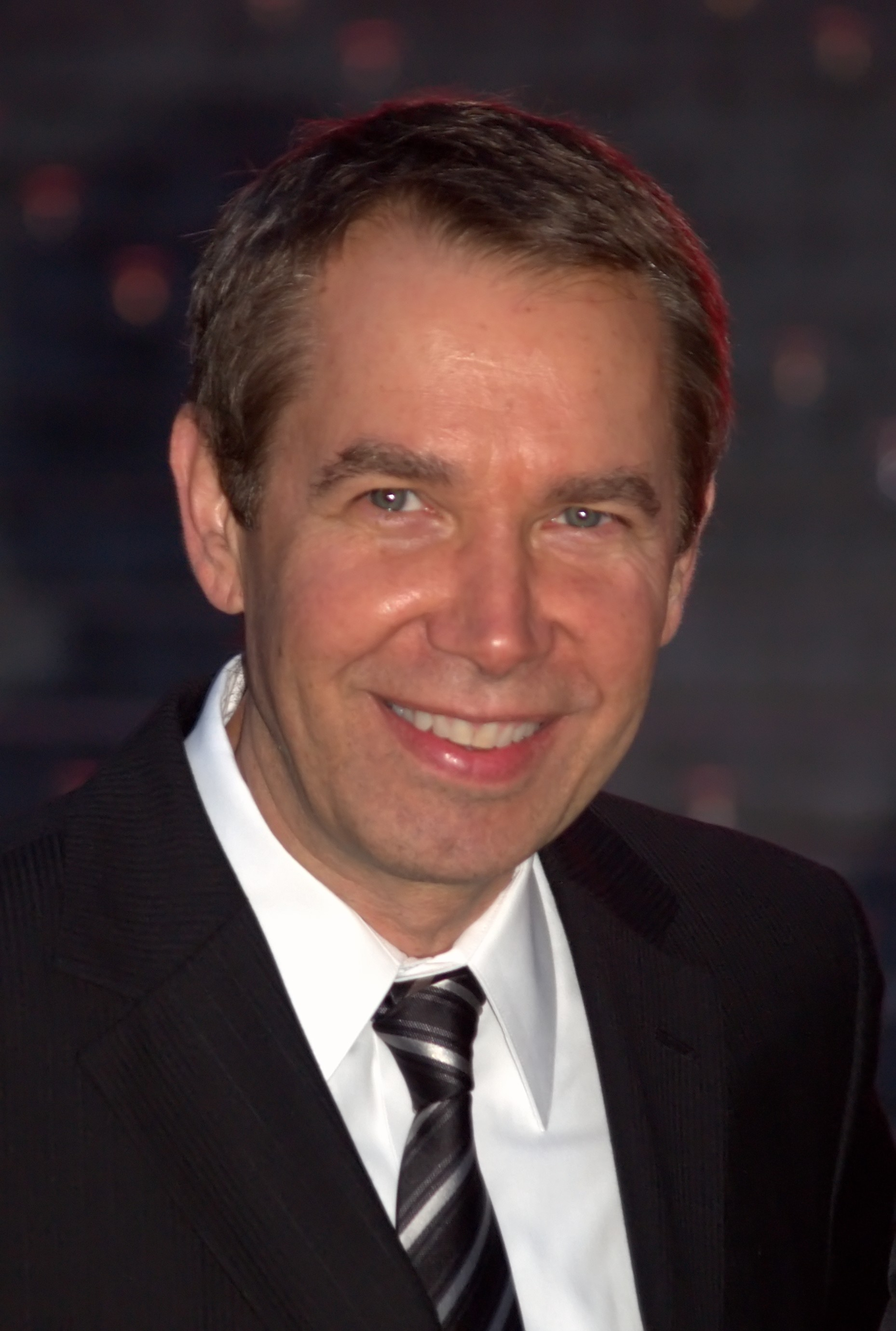
Artistul american Jeff Koons a proiectat cover-ul albumului

În august 2012, după obținerea unui tatuaj, Gaga a anunțat pe Facebook și Twitter că albumul se va numi ARTPOP și a declarat că l-ar prefera valorificat pentru stilizare. Inițial, acesta a fost așteptat spre lansare la începutul anului 2013, dar a fost amânat la nesfârșit după ce Gaga a dezvoltat o sinovită și o ruptură a labrului care a necesitat o corecție chirurgicală, determinând-o pe Gaga să anuleze Born This Way Ball. În iulie 2013, Gaga a confirmat că albumul va fi lansat pe 11 noiembrie 2013, în Statele Unite, într-un CD tradițional și medii digitale, pe lângă aplicația dezvoltată de diviza de tehnologie a Haus Of Gaga, TechHaus. Aplicația a fost compatibilă cu dispozitivele mobile ce rulau Android sau iOS și aveau conținut bonus. A fost a treia aplicație-album care a fost lansată în piețele comerciale mainstream, primele două fiind Biophilia (2011) lui Björk și Magna Carta... Holy Grail (2013) al lui Jay-Z. Albumul și pre-comanda pentru aplicație trebuiau inițial să înceapă pe 1 septembrie 2013, însă cu toate acestea, Gaga a anunțat mai târziu pe pagina ei de Facebook că ”din cauza anticipării publice”, pre-comenzile pentru album și aplicație s-ar fi mutat la 19 august 2013. Acestea au fost mai târziu schimbate la 12 august pentru a coincide cu lansarea lui ”Applause”.

Pe 7 octombrie 2013, Gaga a dezvăluit coperta albumului la Clear Channel. Creat de Jeff Koons, imaginea prezintă o sculptură nud cu Gaga, cu o minge albastră în fața ei. Fundalul constă în lucrări artistice incluzând Nașterea lui Venus de Sandro Botticelli, care a inspirat viziunea lui Gaga în crearea ARTPOP, inclusiv în videoclipul pentru ”Applause” și spectacolul de la VMA. Koons a explicat semnificația cover-ului pentru MTV : 
”Cu acest cover, am vrut să am o sculptură cu Gaga, o formă tridimensională cu o minge , căci mingea devine un fel de simbol pentru tot - iar acest aspect al reflexiei ca atunci când dai peste ceva ca o minge, te afirmă, îți afrimă existența și de la acea afirmație, începi să vrei mai mult. Este o transcendență  care are loc și în cele din urmă conduce totul. Și acesta este aspectul acolo. Dar nu am vrut-o pe Gaga izolată într-un fel, deci în fundal este ”Apollo și Daphne” a lui Gian Lorenzo Bernini  - și asta e partea când Apollo o urmărește pe Daphne și ea se transformă într-un copac. Și deci sunt doar licăriri cu fețele lui Daphne și Apollo. Apollo este zeul muzicii și ori de câte ori Apollo produce un spectacol muzical, el s-ar transcede, el s-ar schimba; existența lui ar deveni mai feminină. Și asta este transcendența pe care o poți experimenta prin artă și viață. Existența ta se poate schimba, posibilitățile tale se pot schimba, perimetrul tău se poate schimba. Și, de asemenea, formele triunghiulare care ies sunt Nașterea lui Venus (pictură de Sandro Botticelli), bineînțeles prezentând-o pe Gaga în rolul lui Venus - rolul naturii și al continuării energiei vieții și continuarea și plăcerea esteticii și a frumuseții. Și dorința de a avea o transcendență continuă.”
Will Gompertz de la NME a scris că ”acesta este un cover clasic. Atunci când listezi 100 cele mai bune cover-uri ale secolului 21, acesta va fi chiar acolo sus. Tipografic este un AA+, vizibil este un AAA”. Mai târziu, Gaga a dezvăluit, de asemena, pe pagina ei de Facebook că ”primele 500,000 de copii fizice ARTPOP, cu LADY GAGA + ARTPOP îndepărtate de o folie roz metalică + folie argintie metalică. Înfolierea reprezintă adevăratul design a copertei imaginate de Koons”. Lista de cântece a fost dezvăluită într-o serie de postări ale fanilor redistribuite de Gaga cu imagini ale unei picturi murale făcută de fani, în afara unui studio de înregistrări din Los Angeles unde ARTPOP a fost terminat pe 9 octombrie 2013. Original, lista de cântece trebuia să apară pe 29 septembrie 2013. Într-o postare pe Twitter, Gaga a spus că lista de cântece a avut parte de o întârziere datorită unor 2 cântece care se luptatu pentru a ajunge pe locul 12 în album. 
În ianuarie 2014, Ministerul Culturii din China a aprobat lansarea necenzurată a ARTPOP, făcându-l primul album care să fie lansat în țară după ce ea s-a aflat pe lista neagră pentru muzică inadecvată în anul 2011. Cu toate acestea, pentru a evita următoarele controverse despre lansare, artwork-ul a fost modificat, acoperindu-i picioarele lui Gaga cu ciorapi, mingea albastră extinzându-se pentru a-i acoperi sânii expuși.

## Promovarea

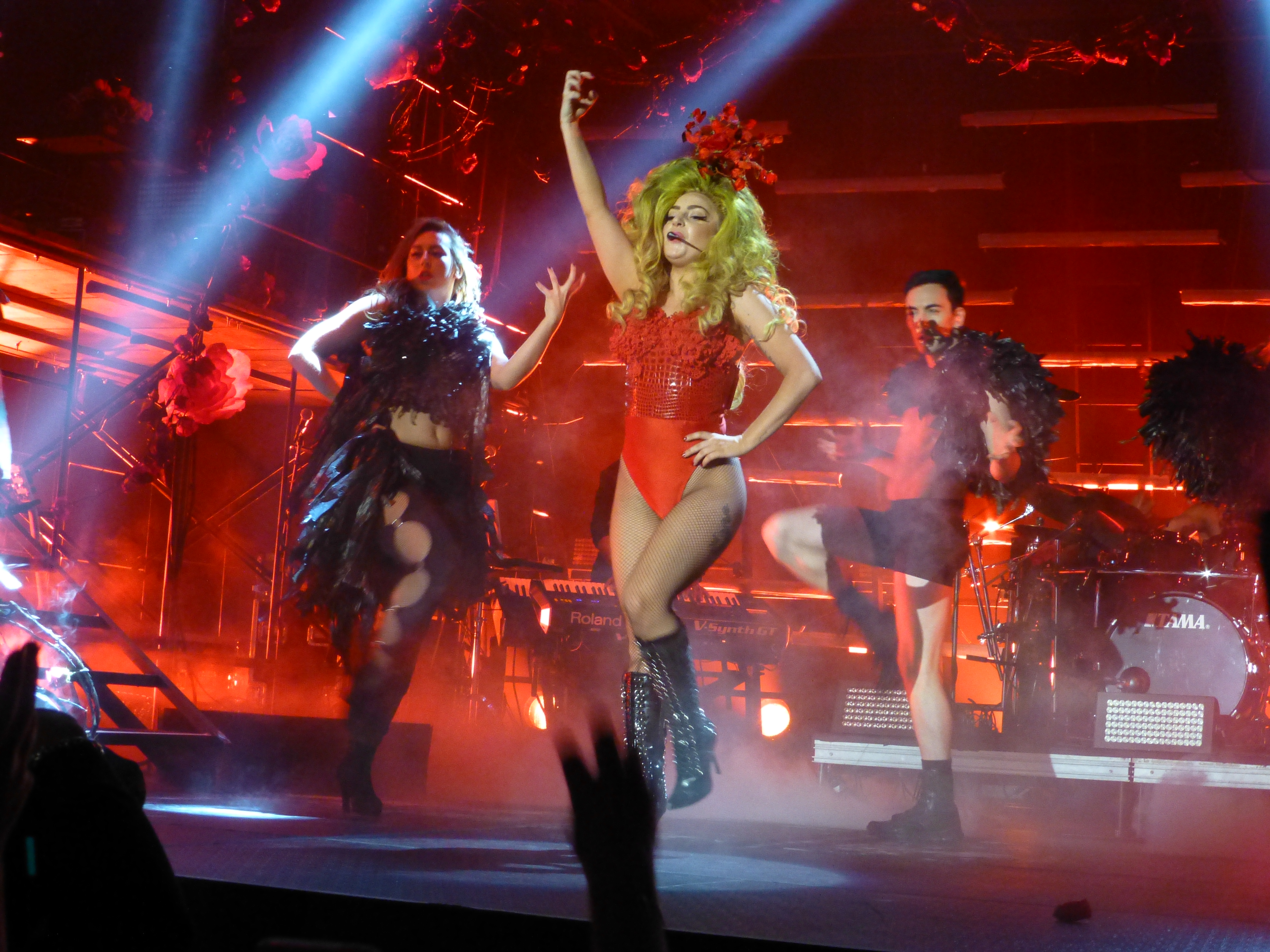
Gaga în timpul show-ului ”Lady Gaga Live at Roseland Ballroom”

Pe 25 decembrie 2012, Gaga a anunțat un documentar care celebrează ”viața, crearea ARTPOP + tu”, descriindu-l ca un cadou pentru fani. Documentarul a fost regizat de Terry Richardson, un colaborator anterior pentru cartea ilustrată ”Lady Gaga x Terry Richardson” care nu a fost lansată. Un anunț public, postat pe 12 iulie 2013 dezvăluie planurile pentru evenimentul ”ArtRave”, noaptea dinaintea lansării ARTPOP, totodată și proiectele lui Gaga la care a lucrat în colaborare cu Haus Of Gaga, duelul fotografilor germani Inez van Lamsweerde și Vinoodh Matadin, directorul de teatru avangardist Robert Wilson, artista Marina Abramović și artistul Jeff Koons. 
Gaga a deschis MTV Video Music Awards în 2013 cu un spectacol pentru ”Applause”, disecându-și cariera cu o serie de costume colorate și peruci. Apoi a fost cap de afiș la iTunes Festival pe 1 septembrie 2013, unde a organizat un spectacol cu tot noul ei material într-o mulțime de 5000 de oameni, T.I. inițial făcând parte din concert, dar neputând fii capabil să participe la festival după ce i-a fost refuzat accesul în Marea Britanie. Gaga a prezentat publicului din nou o aromă de ARTPOP, în timp ce găzduia o sesiune de ascultare promoțională la Berlin pe 24 octombrie, unde a oferit o ediție live a ”Gypsy”. Cântăreața a făcut apoi o apariție surpriză la nightclubul G-A-Y din Londra 2 zile mai târziu, distrugând controversele cântând ”Venus” dezbrăcată în timpul show-ului. Pe 27 octombrie, Gaga a mai cântat o dată ”Venus”, de data aceasta alături de ”Do What U Want” în al zecelea sezon al show-ului The X Factor (emisiune din Marea Britanie). Spectacolul a primit un val de reclamații la ITV și regulatorul de industrie Ofcom (Biroul de Comunicații), deși aceste plângeri au fost respinse de companie. Gaga s-a reîntors în Statele Unite săptămâna următoare pentru un spectacol modesta piesei ”Dope” la Youtube Music Awards, și a continuat să cânte din repertoriul muzical al albumului în timpul unor apariții regulate la The Howard Stern Show, Saturday Night Live, iar pentru a doua ediție specială de televiziune a Zilei Recunoștinței, Lady Gaga and the Muppet's Holiday Spectacular.
Pe 4 octombrie a apărut un trailer pentru Machete Kills, în care Gaga cânta La Chameleón, prevăzând o versiune studio alternativă a piesei ”Aura”. Videoclipul piesei cu versuri, regizat de Robert Rodriguez, a fost încărcat pe canalul VEVO oficial al lui Gaga 5 zile mai târziu, conținând scene și dialoguri din film. Fragmente din ”G.U.Y”, ”Artpop” și ”Mary Jane Holland” au fost lansate periodic pe parcursul a două săptămâni : de la 14 la 28 octombrie. Două single-uri promoționale au fost lansate de pe ARTPOP : ”Venus” pe 28 octombrie și ”Dope” pe 4 noiembrie.

### Single-uri
”Applause” a fost lansat ca primul single de pe album. Inițial a fost presupus spre lansare pe 19 august 2013, cu toate acestea, din cauza mai multor clipuri din piesă care au scăpat pe internet, single-ul a fost lansat cu o săptămână înainte, pe 12 august 2013. Videoclipul acestuia a avut premiera la Good Morning America pe 19 august 2013. Videoclipul a fost filmat în Los Angeles de Inez van Lamsweerde și Vinoodh Matadin, cei care de asemenea au creat coperta pentru single.
Pe 3 septembrie 2013, Gaga a dat startul la 2 sondaje pe Twitter, rugându-și fanii să o ajute în alegerea următorului single, primul sondaj cerând să se aleagă între ”MANiCURE” și ”Sexxx Dreams” iar cel de al doilea sondaj cerând să se aleagă între ”Aura” și ”Swine”. Gaga a dezvăluit luna următoare că ”Venus” a fost ales să fie următorul single, deși popularitatea pentru single-ul promoțional planificat, ”Do What U Want”, a dus la devenirea acestuia ca single secundar. ”G.U.Y” a fost lansat ca al treilea și ultimul single de pe ARTPOP.

## Lista cântecelor
| Nr.             | Titlu                                                   | Autor(i)                                                               | Producător(i)                  | Lungime |  |
| 1.              | „Aura”                                                  | Lady Gaga Anton Zaslavski Amit Duvdevani Erez Eisen                    | Zedd Infected Mushroom Gaga    | 3:55    |  |
| 2.              | „Venus”                                                 | Gaga Paul "DJ White Shadow" Blair Madeon                               | Gaga Leclercq Monson           | 3:53    |  |
| 3.              | „G.U.Y.”                                                | Gaga Zaslavski                                                         | Zedd Gaga                      | 3:52    |  |
| 4.              | „Sexxx Dreams”                                          | Gaga Blair Martin Bresso DJ Snake                                      | Blair Gaga Monson Zisis        | 3:34    |  |
| 5.              | „Jewels n' Drugs” (featuring T.I., Too Short și Twista) | Gaga Blair Monson Zisis Twista Too Short Clifford Harris, Jr.          | Blair Gaga Monson Zisis        | 3:48    |  |
| 6.              | „Manicure”                                              | Gaga Blair Zisis Monson                                                | Blair Gaga Monson Zisis        | 3:19    |  |
| 7.              | „Do What U Want” (featuring R. Kelly)                   | Gaga Blair Bresso Grigahcine Kelly                                     | Blair Gaga                     | 3:47    |  |
| 8.              | „Artpop”                                                | Gaga Blair Zisis Monson                                                | Blair Gaga Monson Zisis        | 4:07    |  |
| 9.              | „Swine”                                                 | Gaga Blair Zisis Monson                                                | Blair Gaga Monson Zisis        | 4:28    |  |
| 10.             | „Donatella”                                             | Gaga Zaslavski                                                         | Zedd Gaga                      | 4:24    |  |
| 11.             | „Fashion!”                                              | Gaga Giorgio Tuinfort William Adams David Guetta Blair                 | Tuinfort will.i.am Guetta Gaga | 3:59    |  |
| 12.             | „Mary Jane Holland”                                     | Gaga Leclercq                                                          | Leclercq Gaga                  | 4:37    |  |
| 13.             | „Dope”                                                  | Gaga Blair Monson Zisis                                                | Rick Rubin Gaga                | 3:41    |  |
| 14.             | „Gypsy”                                                 | Gaga RedOne Leclercq Blair                                             | Leclercq Gaga                  | 4:08    |  |
| 15.             | „Applause”                                              | Gaga Blair Zisis Monson Bresso Nicolas Mercier Julien Arias Grigahcine | Blair Gaga Monson Zisis        | 3:32    |  |
| Lungime totală: | Lungime totală:                                         | Lungime totală:                                                        | Lungime totală:                | 59:04   |  |

| Walmart bonus tracks |                                                |                                                         |                                 |         |  |
| Nr.                  | Titlu                                          | Autor(i)                                                | Producer(s)                     | Lungime |  |
| 16.                  | „Applause” (DJ White Shadow Electrotech Remix) | Gaga Blair Zisis Monson Bresso Mercier Arias Grigahcine | Blair Gaga Monson Zisis         | 5:49    |  |
| 17.                  | „Applause” (Viceroy Remix)                     | Gaga Blair Zisis Monson Bresso Mercier Arias Grigahcine | Blair Gaga Monson Zisis Viceroy | 4:27    |  |
| Lungime totală:      | Lungime totală:                                | Lungime totală:                                         | Lungime totală:                 | 69:20   |  |

| Japanese edition bonus tracks |                                                |                                                         |                                           |         |  |
| Nr.                           | Titlu                                          | Autor(i)                                                | Producer(s)                               | Lungime |  |
| 16.                           | „Applause” (DJ White Shadow Electrotech Remix) | Gaga Blair Zisis Monson Bresso Mercier Arias Grigahcine | Blair Gaga Monson Zisis                   | 5:49    |  |
| 17.                           | „Applause” (Viceroy Remix)                     | Gaga Blair Zisis Monson Bresso Mercier Arias Grigahcine | Blair Gaga Monson Zisis Viceroy           | 4:27    |  |
| 18.                           | „Applause” (Empire of the Sun Remix)           | Gaga Blair Zisis Monson Bresso Mercier Arias Grigahcine | Blair Gaga Monson Zisis Empire of the Sun | 4:08    |  |
| Lungime totală:               | Lungime totală:                                | Lungime totală:                                         | Lungime totală:                           | 73:28   |  |

| International deluxe edition bonus DVD |                                                      |         |  |
| Nr.                                    | Titlu                                                | Lungime |  |
| 1.                                     | „Aura” (Live at iTunes Festival 2013)                | 7:36    |  |
| 2.                                     | „Manicure” (Live at iTunes Festival 2013)            | 7:58    |  |
| 3.                                     | „Artpop” (Live at iTunes Festival 2013)              | 8:37    |  |
| 4.                                     | „Jewels n' Drugs” (Live at iTunes Festival 2013)     | 9:50    |  |
| 5.                                     | „Sexxx Dreams” (Live at iTunes Festival 2013)        | 10:35   |  |
| 6.                                     | „Swine” (Live at iTunes Festival 2013)               | 9:12    |  |
| 7.                                     | „I Wanna Be with You” (Live at iTunes Festival 2013) | 12:10   |  |
| 8.                                     | „Applause” (Live at iTunes Festival 2013)            | 5:19    |  |
| Lungime totală:                        | Lungime totală:                                      | 1:00:26 |  |

| Japanese deluxe edition bonus DVD |                                                      |         |  |
| Nr.                               | Titlu                                                | Lungime |  |
| 1.                                | „Aura” (Live at iTunes Festival 2013)                | 7:36    |  |
| 2.                                | „Manicure” (Live at iTunes Festival 2013)            | 7:58    |  |
| 3.                                | „Artpop” (Live at iTunes Festival 2013)              | 8:37    |  |
| 4.                                | „Jewels n' Drugs” (Live at iTunes Festival 2013)     | 9:50    |  |
| 5.                                | „Sexxx Dreams” (Live at iTunes Festival 2013)        | 10:35   |  |
| 6.                                | „Swine” (Live at iTunes Festival 2013)               | 9:12    |  |
| 7.                                | „I Wanna Be with You” (Live at iTunes Festival 2013) | 12:10   |  |
| 8.                                | „Applause” (Live at iTunes Festival 2013)            | 5:19    |  |
| 9.                                | „Video Interview” (Japanese original)                | 12:49   |  |